# Sachapera
Sachapera ist eine Ortschaft im Departamento Tarija im südlichen Teil des Anden-Staates Bolivien nahe der Grenze zu Argentinien.

## Lage im Nahraum
Sacapera ist eine Gemeinde im Kanton Caiza „J“ im nordwestlichen Teil des Municipio Yacuiba in der Provinz Gran Chaco. Der Ort liegt auf einer Höhe von 645 m. Nächstgelegene Ortschaft sind Yaguacua sechs Kilometer südlich von Sachapera und Palmar Grande achtzehn Kilometer nordöstlich des Ortes. Neun Kilometer westlich von Sacapera verläuft die Voranden-Kette der Serranía Aguaragüe, die hier Höhen von mehr als 1600 m erreicht.

## Geographie
Sacapera liegt am Südostrand der bolivianischen Anden-Kette im Tiefland des subtropischen Gran Chaco, der sich über Nordwest-Paraguay. Nordost-Argentinien und Südost-Bolivien erstreckt.
Das Klima ist subtropisch mit heißem feuchten Sommer und mäßig warmem und trockenen Winter. Die Jahresdurchschnittstemperatur liegt bei knapp 22 °C, die durchschnittlichen Monatswerte schwanken zwischen 15 °C im Juni/Juli und 26 °C im Januar (siehe Klimadiagramm Yacuiba). Der Jahresniederschlag beträgt knapp 1100 mm, bei einer viermonatigen Trockenzeit von Juni bis September mit Monatsniederschlägen unter 15 mm und einer Feuchtezeit von Dezember bis März mit 160–200 mm Monatsniederschlag.
Gemäß der Klimaklassifikation von Köppen-Geiger ist das Klima von Sachapera feucht-subtropisch (Cwa-Klima).

## Verkehrsnetz
Sacapera liegt in einer Entfernung von 298 Straßenkilometern südöstlich von Tarija, der Hauptstadt des Departamentos, und 45 Kilometer nördlich der Grenzstadt Yacuiba.
Von Tarija aus führt die Nationalstraße Ruta 11 in östlicher Richtung über die Städte Entre Ríos und Palos Blancos 250 Kilometer bis Villamontes. Dort trifft sie auf die nord-südlich verlaufende Ruta 9, die nach Süden über Sachapera und Yaguacua weiter über die Stadt Yacuiba zur argentinischen Grenze führt.

## Bevölkerung
Die Einwohnerzahl der Ortschaft ist im vergangenen Jahrzehnt deutlich angestiegen:
| Jahr | Einwohner         | Quelle       |
| ---- | ----------------- | ------------ |
| 1992 | keine Detaildaten | Volkszählung |
| 2001 | 162               | Volkszählung |
| 2012 | 561               | Volkszählung |
| 2024 |                   | Volkszählung |